# Anna von Cilli
Anna von Cilli (slowenisch Ana Celjska, polnisch Anna Cylejska; * 1386; † 21. Mai 1416 in Krakau) heiratete Władysław II. Jagiełło und wurde dadurch im Jahre 1403 Königin von Polen und Großfürstin von Litauen. Sie war die einzige Tochter Wilhelms, Grafen von Cilli (1361–1392) und seiner Gemahlin Anna von Polen (1366–1425), der jüngsten Tochter des polnischen Königs Kasimir III. und der Hedwig von Sagan.

## Leben

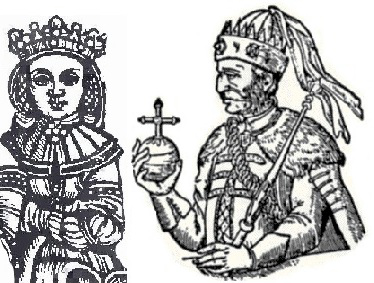
Königin Anna zusammen mit ihrem Ehegatten Władysław II. Jagiełło

Nach dem Tod seiner ersten Gemahlin, der regierenden Königin von Polen Hedwig von Anjou im Jahre 1399 (Sie starb im Wochenbett nach Geburt ihres ersten Kindes, das ebenfalls nicht überlebte), vermählte sich der polnische König Władysław II. im Jahre 1402 mit der erst 16-jährigen Anna von Cilli, einer Cousine zweiten Grades seiner ersten Frau. Die Wahl fiel auf eine Grafendynastie, die von den polnischen Königen der Piasten abstammte und Anspruch auf den polnischen Thron hätten. Władysław war zu diesem Zeitpunkt bereits 50 Jahre alt und ohne männliche Nachkommen. Die Geburt eines Sohnes „piastischen Blutes“ hätte ihm und seiner eigenen Dynastie die Position im Königreich Polen gestärkt, besonders vor dem Hintergrund existierender männlicher Seitenzweige der Piasten, die theoretisch legitime Ansprüche auf die polnische Krone erheben konnten. 
1408 bekam Anna von Cilli eine Tochter, die Prinzessin Hedwig von Polen. Annas Mutter, Anna von Polen, die Gräfin von Cilli, versuchte in Polen mehr Einfluss zu gewinnen, um die Position ihrer Tochter und Enkeltochter zu stärken.
Anna bekam keine weiteren Kinder mehr und gebar auch keinen männlichen Thronfolger. 1416 starb sie im Alter von 30 Jahren und wurde in der Wawel-Kathedrale in Krakau bestattet. Im Jahr darauf heiratete der König Elisabeth von Pilitza. Doch erst in einer weiteren, vierten Ehe, wurden die erhofften männlichen Erben geboren.
Eine Gruppe von polnischen Adeligen wollte, dass Annas Tochter Hedwig anstelle von Władysławs Sohn den polnischen Thron erbt, unterstützt wurde diese Gruppe von Annas Mutter. Diese starb jedoch 1425 und ihre Enkeltochter sechs Jahre darauf im Jahre 1431, ohne Nachkommen zu hinterlassen.
| Vorgängerin           | Amt                         | Nachfolgerin          |
| --------------------- | --------------------------- | --------------------- |
| Elisabeth von Bosnien | Königin von Polen 1402–1416 | Elisabeth von Pilitza |

| Personendaten    | Personendaten                                      |
| ---------------- | -------------------------------------------------- |
| NAME             | Anna von Cilli                                     |
| ALTERNATIVNAMEN  | Ana Celjska (slowenisch); Anna Cylejska (polnisch) |
| KURZBESCHREIBUNG | Königin von Polen und Großfürstin von Litauen      |
| GEBURTSDATUM     | 1386                                               |
| STERBEDATUM      | 21. Mai 1416                                       |
| STERBEORT        | Krakau                                             |